# Косово (драма)
Косово је драма српског књижевника Миладина Шеварлића, објављена 1988. године. Иако описује историјске личности и догађаје непосредно пре и после боја на Косову (1389), ова драма се не може назвати историјском, пошто историјске догађаје и личности приказује из модерне, критичке перспективе, дајући тако алтернативно пишчево виђење кнеза Лазара и косовског мита. Кључно место у драми заузима сукоб између кнеза Лазара и његовог најбољег војсковође Витомира, победника у бици код Дубравнице (1381), првој српској победи над Турцима.

## Радња
Драма се дешава почетком јуна 1389. године. На двору кнеза Лазара у Крушевцу све је мирно. Кнез и његова породица припремају се за прославу годишњице битке на Дубравници, у којој је Лазарев војвода Витомир победио Турке 1381. године. У јеку припрема за годишњицу, војвода Витомир доноси вести да велика турска војска иде према Косову и захтева од кнеза да престане са бесмисленим расипањем новца на раскош и прославе, већ да новац употреби за опремање народне војске за одбрану земље. Кнез олако одбацује опасност од Турака, тврдећи да ће их Витомир поново одбити, као код Дубравнице. Изгубивши стрпљење, Витомир му одговара да обојица знају да је битка код Дубравнице заправо била изгубљена, а да је читава прослава само превара која народу даје осећај лажне сигурности. Кнез одговара да је званична истина далеко важнија од ружне стварности, пошто су народу неопходне победе како би имао поверења у власт и државу. У свом говору на прослави, Витомир позива кнеза да народу каже истину док не буде прекасно, али је после прославе ухапшен и затворен.
Кнез позива све српске великаше у Крушевац (долазе Вук Бранковић, краљ Твртко, Марко Краљевић, Константин Дејановић, Ђурађ Балшић и Андрија Гропа), али међу њима одмах избија свађа: Марко изјављује да су му српски великаши већи непријатељи него Турци, Константин одбија да призна Лазара за вођу, Ђурађ сматра да Турци ипак уводе ред и верску толеранцију, а Андрија Гропа, као Арбанас, сматра да су Срби сами упропастили своју државу и да Бог помаже Турцима. Лазар покушава да га ухапси, али одустаје када га Гропа упозори да му бој са љутим Арбанасима, сад пред бој са Турцима, не треба. И Твртко одлази, правдајући се да баш сад мора освајати градове по Далмацији, пошто се ужелео хрватске круне. Лазар и Вук остају сами, али кнез излази пред народ и објављује да је постигнут договор и да ће сви српски великаши доћи на Косово.
За то време, Витомира у крушевачкој тамници муче да призна да се још пре боја на Дубравници потурчио и радио за Турке. Најсуровији мучитељ је Димитрије, византијски учитељ младог кнеза Стефана, који хонорарно ради као иследник у тамници. Једино млада кнегиња Оливера верује у Витомирову невиност и покушава да га спасе. Ноћ уочи боја,  Витомира у тамници посећује сам кнез, и моли га да призна кривицу пред народом како би војска имала поверења у Лазара пред одлучујућу битку, од које зависи судбина целог народа. Оливера, поткупивши Димитрија, долази да ослободи Витомира, али он, потпуно сломљен, изјављује да је крив и одбија да бежи.
У зору, на Видовдан, Лазар заклиње војску стиховима из народне песме. Витомир пред војском признаје кривицу и јавно је погубљен, а војска одлази у бој. У следећој сцени, на бојишту међу лешевима српских јунака, турски посланици примају заклетву на верност од кнегиње Милице и одводе Оливеру у харем султана Бајазита.

## Личности
- Кнез Лазар, приказан као макијавелистички политичар спреман на све, са визијом велике будућности, који не обраћа пажњу на сурову реалност и ограничене могућности Србије, чак и пред смртном опасношћу за цео народ.
- Витомир, кнежев војсковођа, приказан као глас разума и родољубља међу амбициозним и неразумним вођама. Због захтева кнезу да народу каже истину о турској опасности, осуђен као издајник и потурица и погубљен уочи боја на Косову.
- Оливера, будућа султанија, заљубљена у Витомира.
- Димитрије, учени Византинац, учитељ Лазаревог сина Стефана. Хонорарно запослен као мучитељ у Крушевачкој тамници.

## Анализа
Драма Косово припада циклусу Шеварлићевих драма са тематиком из српске средњовековне историје, које критичари сврставају у такозвану Српску трилогију, заједно са драмама Пропаст царства српскога (из 1980) и Змај од Србије (из 1994). По речима самог писца, овом циклусу припадају и касније написане драме Издајник (из 2010) и Балкански гамбит (из 2013), пошто се у њима јављају исти ликови, а драмска радња се континуирано надовезује - Балкански гамбит представља пролог за Пропаст царства српскога, а Издајник се непосредно надовезује на Косово. Хронолошки, драме иду следећим редом и заједно чине тематску целину која се бави пропадањем старе српске државе:
- Балкански гамбит (2013),
- Пропаст царства српскога (1980),
- Косово (1988),
- Издајник (2010),
- Змај од Србије (1994).

Иако се бави историјским личностима и догађајима, Косово ипак није права историјска драма: полазећи од историјских чињеница и народног предања, ова драма успоставља симболичку везу и аналогију српске националне историје са модерном српском и југословенском политичком ситуацијом.
Жанр ове драме најбоље је дефинисао сам аутор, који све драме Српске трилогије описује као фарсичне параболе, у којима се истражују законитости и константе српске историје - пре свега циклуси пропадања и уништења српске државе, питања односа стварности и званичне српске историје, као и питања ирационалног, митоманског односа српског народа и његових вођа према властитој прошлости и садашњости.

## Цитати
Друга сцена, Лазар и Витомир, на вести да долазе Турци:
ЛАЗАР: А шта би ти хтео, синко? (Пауза. Гледају се) Реци слободно, зар ти ја нисам као отац? (Пауза)
ВИТОМИР: Рећи ћу! Хтео бих, прво, да се људима каже истина о положају Србије. Затим, да се смање порези, да се народ ослободи претераног кулука, да се престане са бесмисленим зидањима, велелепним лововима и прославама. Да се од тог новца створи народна војска. да се плате веће најамничке чете. И да се хитно отпочну преговори са покрајинском властелом. Са Босном, Зетом, Јужном Србијом...Сами нећемо опстати, господару. Поготово не пред најездом, која се са истока спрема. (Пауза. Лазар клима главом)
ЛАЗАР: А можда и првенство да препустим некоме од њих? Неком способнијем, Марку, Твртку?
ВИТОМИР: То ја нисам рекао, господару!

ЛАЗАР: Можда си мислио, Витомире...

Трећа сцена, Лазар и Стефан, који је видео Витомирово хапшење:
ЛАЗАР: То што си видео припада такозваном подручју привида или произвољности. Само пречишћена, канонизована стварност има право да се стварношћу назове. Она стварност, дакле, која је очишћена од свега случајног, хаотичног, незаконитог - од свега што нарушава задати ред и поредак...

Пета сцена, Димитрије и Витомир, везан, у тамници:

ДИМИТРИЈЕ: Немојте ми замерити што то кажем, али, брате, баш сте ви Срби варвари. Тако вулгарно тући човека...Наша мисија на Балкану дала је врло, врло половичне резултате. То морате и сами признати. Али да се представим: ја сам Деметриос, или, ако више волите, Димитрије, како би се то на вашем наречју рекло. Из Цариграда. Тамо се живи све теже. Почео је наш велики егзодус на Запад. Ја сам, на жалост, стигао само довде...Уосталом, признаћу вам, ја овај посао радим само хонорарно. Моје главно занимање је васпитач кнежевог сина Стефана. Али плата је мизерна. Изгледа да код вас учени људи нису баш на цени...Ми нећемо, разуме се, користити нехумана средства присиле. На пример, ове игле. Видите, има их разних дужина и дебљина. Користе се, пре свега, за забадање под нокте, мада постоје и друга за то погодна места на телу. Ево, само да пробате! (Забада му једну, другу, трећу иглу под нокте. Витомир се грчи, издржава, најзад крикне)
Дванаеста сцена, Краљеви се отимљу о царство:
АНДРИЈА: Ви се жаљите на нападе спољашњег непријатеља; ипак, ако би страни неријатељ престао да вас узнемирава, да љи би Србин стварно био у стању да живи у миру са Србином? Ако би спољашња опасност од Турака била отклоњена, не бисмо љи биљи изљожени немољосрднијем и тежем разарању у самој земљи? Ви се тужите на сљабе жетве и гљад; ипак, највеће гљади не ствара суша већ љакомост, и најсрамнија несређеност потиче од претеране зараде и подизања цена у трговини житарицама; тужите се да обљаци не испуштају кишу коју држе на небу, а не водите рачуна о амбарима који не испуштају жито на гљадну земљу. Ви се тужите на пад у производњи, а не водите рачуна о неправедној расподељи онога што је произведено. Жаљите се на куге и бољести, а не схватате да су оне казна за зло које сте сами починили.
ТВРТКО: И овај се, значи, потурчио...
ЛАЗАР: Стража! (Улазе оклопници)
АНДРИЈА: Пољако, Љазар! Две хиљаде љутих Арбанаса чека у заседи испред града, Мисљим да ти бој с њима сада није потребан.
ЛАЗАР:  Ништа, ништа... (Оклопници излазе)

АНДРИЈА: Незадрживо напредовање исљама од истока према западу јасан је доказ да Бог њима помаже и да је исљам права вера. Тако ми Арбанаси мисљимо. Збогом Љазар. Збогом вељможе српске. (Оде)